# Уикифункции
„Уикифункции“ е съвместно редактиран каталог от компютърни функции, който позволява създаването, модифицирането и повторното използване на изходен код. Той е тясно свързан с Abstract Wikipedia, разширение на „Уикиданни“ за създаване на езиково независима версия на Wikipedia, използвайки нейните структурирани данни. Временно наречен Wikilambda, окончателното име на „Уикифункции“ е обявено на 22 декември 2020 г. след конкурс за именуване. „Уикифункции“ е първият проект на „Уикимедия“, стартиран след „Уикиданни“ през 2012 г. След три години разработка „Уикифункции“ стартира официално през юли 2023 г.